# Bernhard Leonardy
Bernhard Leonardy (* 21. März 1963) ist ein deutscher Kirchenmusiker.

## Leben
Bernhard Leonardy stammt aus einer saarländischen Künstlerfamilie. Sein Vater ist der Pianist Robert Leonardy, bei dem er auch seinen ersten Klavierunterricht erhielt; seine Mutter Inge Jochum-Leonardy ist Malerin. Seine Schwester ist die Sopranistin Eva Maria Leonardy. An der Hochschule für Musik Saar in Saarbrücken studierte er katholische Kirchenmusik (A-Examen) und Orgel (Konzertreife) bei Paul Schneider und Daniel Roth. Zusätzlich studierte er an der Musik-Akademie der Stadt Basel Musikwissenschaft, Pädagogik und Didaktik der Konzertpraxis in der Solistenklasse von Daniel Chorzempa.
Er gewann den Musikpreis der Landeshauptstadt Saarbrücken (1993) und den Grand Prix Jean Langlais de la Ville de Paris (1997). Darüber hinaus nahm er an Meisterkursen bei Marie-Claire Alain, Theo Brandmüller, Olivier Latry und Daniel Chorzempa teil.
Neben seiner Tätigkeit als Kantor der Basilika St. Johann in Saarbrücken ist er international als Konzertorganist und Dirigent tätig und arbeitet als Orgelsachverständiger. Leonardy ist künstlerischer Leiter des Internationalen Orgelmusikfestivals Orgues sans frontières – Orgel ohne Grenzen sowie Leiter des Vokalensemble '83. Zudem ist er Sprecher des Initiativkreises „Realisierung des Projektes einer monumentalen Orgel für den Petersdom in Rom in Anlehnung an die Vorgaben von Aristide Cavaillé-Coll“.  Er lehrt an dem von ihm mitbegründeten und geleiteten Internationalen Institut für Orgel (IIO) in Saarbrücken, einer privaten Ausbildungsstätte zur Ausbildung von jungen Organisten.
In seiner Sitzung vom 11. September 2013 beriefen die Gesellschafter der gemeinnützigen Musikfestspiele Saar GmbH Bernhard Leonardy zum neuen künstlerischen Leiter des Festivals. 2023 wurde er durch die Kulturministerin Christine Streichert-Clivot mit dem Ehrentitel Professor ausgezeichnet.
Bernhard Leonardy lebt in Saarbrücken.

## Diskographie

### Audio-CDs
- Orgelwerke von Max Reger (tgf records), 1988. Zusammen mit: Vokalensemble '83
- Schweizer Orgelmusik, Organ (SunnyMoon Distribution), 2001
- Bouquet de France, Ifo, 2002
- Missa Brevis und Requiem Op. 48, Ifo, 2002
- Byzantine Sketches, Motette, 2006
- Rise up. O Judge of the earth!, Audite Mus (Edel), 2007
- Royal Organ Music, PercPro, 2008
- Orgelwerke, Maurice Duruflé, Motette, 2012
- Gesamte Orgelwerke, Johann Sebastian Bach, Ifo, 2012

### DVDs
- Orgelkonzert F. Poulenc, Denon (DVD)
- Orgel-Hits, Nishimura (DVD-Audio)